# Alekséi Sinkévich
Alekséi Sinkévich (Vitebsk, Bielorrusia, 10 de junio de 1977) es un gimnasta artístico bielorruso, medallista de bronce mundial en 2002 en el ejercicio de barras paralelas.

## 2002
En el Mundial celebrado en Debrecen (Hungría) gana el bronce en la competición de paralelas, tras el chino Li Xiaopeng (oro) y del esloveno Mitja Petkovšek (plata).